# Саломони, Фелипе
Фелипе Саломони (исп. Felipe Salomoni; род. 28 марта 2003, Висенте-Лопес, Буэнос-Айрес) — аргентинский футболист полузащитник клуба «Гуарани».

## Клубная карьера
Саломони — воспитанник клуба «Ривер Плейт». 31 августа 2021 года в матче против «Атлетико Сармьенто» он дебютировал в аргентинской Примере. В своём дебютном сезоне игрок выиграл чемпионат. В 2023 году Саломони перешёл в парагвайский «Гуарани». 22 июля в матче против «Такуари» он дебютировал в парагвайской Примере. 

## Достижения
Клубные
 «Ривер Плейт»
- Победитель аргентинской Примеры — 2021